# Glypta divisa
Glypta divisa är en stekelart som beskrevs av Dasch 1988. Glypta divisa ingår i släktet Glypta och familjen brokparasitsteklar. Inga underarter finns listade i Catalogue of Life.